# Luapula (rivier)
De Luapula is een rivier die het grootste deel van haar loop langs de grens tussen Zambia en Congo-Kinshasa stroomt. Het is een bronrivier van de Luvua binnen het stroomgebied van de Kongo.
De rivier ontspringt in het noorden van Zambia uit het Bangweulumeer en de aangrenzende Bangweulumoerassen, die zelf weer door talrijke bergriviertjes uit de omgeving worden gevoed, waarvan de belangrijkste wordt gevormd door de Chambeshi, die tevens de belangrijkste bron- en zijrivier van de Luapula is. De Luapula vormt vervolgens een enkele honderden meters breed moeras en begeeft zich in zuidwaartse richting. Bij het bereiken van het westelijke plateau buigt de rivier af naar het westen en vormt vervolgens over de rest van haar loop de grens tussen Congo en Zambia. Onderweg passeert ze de hoge Mambatutawaterval, waardoor ze haar loop versmalt, al meanderend afbuigt naar het noorden en vervolgens over een lengte van 5 kilometer zich een weg baant door wildwaterstroomversnellingen, die bekendstaan als de Mambilimawaterval. Daarna doorstroomt ze een dal dat is omgevormd tot landbouwgebied met mangobomen en cassavevelden vanaf waar ze bevaarbaar is voor de binnenvaart. Op 150 kilometer van haar monding in het Mwerumeer verbreedt de rivier zich tot een uitgestrekt draslandsysteem met moerassen, lagunes en beemden.